# Оллман, Элвия
Э́лвия О́ллман (англ. Elvia Allman; 19 сентября 1904, Enochville, Северная Каролина — 6 марта 1992, Санта-Моника, Калифорния) — американская актриса радио, кино, телевидения и озвучивания. Наиболее запомнилась зрителю исполнением ролей в сериалах «Станция Юбочкино» (19 эпизодов за семь лет) и «Деревенщина в Беверли-Хиллз» (13 эпизодов за семь лет); а также озвучиванием коровы Кларабель (в четырёх (некоторые источники говорят о 28) мультфильмах).

## Биография
Элвия Беатрис Оллман родилась 19 сентября 1904 года в поселении Энохвилл (штат Северная Каролина, США).
С 1926 года начала работать диктором на радио: она читала детские рассказы на радиостанции KHJ в Лос-Анджелесе (некоторые источники говорят о 1930 годе). В 1933 году Оллман переехала на Восточное побережье, где взяла себе псевдоним «Калифорнийский Коктейль» и начала вести музыкальную программу на радио NBC. Она была ведущей радиопрограмм The Pepsodent Show, Blue Monday Jamboree, The Cinnamon Bear, The Adventures of Maisie, The Durante-Moore Show, The Abbott and Costello Show, The Baby Snooks Show, The Judy Canova Show, Blondie.
В 1933 году Оллман впервые выступила как актриса озвучивания в кино: она дала свой голос корове Кларабель в мультфильме Mickey's Mellerdrammer, тогда без указания в титрах. Начала сниматься в эпизодических ролях в короткометражных фильмах, с 1940 года — в полнометражных, но вплоть до конца 1940-х годов ей давали настолько незначительные роли, что нередко даже не удостаивали упоминания в титрах.
Кинокарьера Оллман продолжалась 57 лет, за которые она снялась (озвучила персонажей) в более чем 140 фильмах, мультфильмах и сериалах. Пик популярности актрисы пришёлся на 1960-е годы: за десятилетие она появилась в 47 сериалах и трёх кинофильмах (в том числе дважды без указания в титрах).
Выйдя на пенсию, Оллман стала волонтёром в организации Meals on Wheels и преподавала английский язык детям из малообеспеченных семей.
Элвия Оллман умерла 6 марта 1992 года в городе Санта-Моника (штат Калифорния) от пневмонии.

### Личная жизнь
Элвия Оллман была замужем трижды, все её мужья не были связаны ни с кинематографом, ни с телевидением.

2 августа 1930 года она вышла замуж за мужчину по имени Уэсли Бентон Туртеллотт. В 1933 году последовал развод, от брака остался сын Том.

3 июля 1937 года она вышла замуж за мужчину по имени Чарльз Пайл (1882—1939; жених был на 22 года старше невесты), он был известным антрепренёром, владельцем сети кинотеатров, артистическим и спортивным агентом. 3 февраля 1939 года Пайл умер от тромбоза сосудов головного мозга в возрасте 56 лет.

1 декабря 1945 года она вышла замуж за мужчину по имени Джером Лавек Бейлер. Брак продолжался почти 33 года до самой смерти мужа в августе 1978 года.

## Фильмография

### Широкий экран
Кроме озвучивания
В титрах не указана
- 1940 — Дорога в Сингапур / Road to Singapore — невзрачная девушка
- 1943 — Три сердца для Джулии[англ.] / Three Hearts for Julia — Ева
- 1944 — В обществе[англ.] / In Society — истеричная вдова
- 1944 — Каролина Блюз[англ.] / Carolina Blues — громко кричащая фанатка Джеймса Кайсера
- 1948 — Петля висит высоко[англ.] / The Noose Hangs High — женщина
- 1963 — Джонни Кул[англ.] / Johnny Cool — сотрудница на ресепшене салона красоты
- 1967 — Восьмёрка беглецов[англ.] / Eight on the Lam — соседка

В титрах указана
- 1941 — Сис Хопкинс[англ.] / Sis Hopkins — Рипл
- 1941 — Перерыв на ритм[англ.] / Time Out for Rhythm — Кобина
- 1951 — Выходные с отцом[англ.] / Week-End with Father — миссис Джи
- 1956 — Ты не сможешь сбежать от него[англ.] / You Can't Run Away from It — Мамаша, жена Вернона
- 1961 — В его приятной компании[англ.] / The Pleasure of His Company — миссис Муни
- 1961 — Завтрак у Тиффани / Breakfast at Tiffany's — библиотекарь
- 1963 — Чокнутый профессор / The Nutty Professor — Эдвина Келп
- 1964 — Отель «Медовый месяц»[англ.] / Honeymoon Hotel — миссис Сэмпсон

### Телевидение
Кроме озвучивания
- 1952 — Я женился на Джоан[англ.] / I Married Joan — тётушка Вера (в 6 эпизодах)
- 1952—1953 — Шоу Эбботта и Костелло[англ.] / The Abbott and Costello Show — миссис Штрейзелькухен • мать Вонючки (в 3 эпизодах[англ.])
- 1952—1954 — Шоу Джорджа Бёрнса и Грейси Аллен[англ.] / The George Burns and Gracie Allen Show — Джейн (в 7 эпизодах[англ.])
- 1952—1955 — Я люблю Люси / I Love Lucy — разные роли (в 3 эпизодах)
- 1953 — Наша мисс Брукс[англ.] / Our Miss Brooks — Кэти (в эпизоде The Festival)
- 1954 — Освободите место для папы[англ.] / Make Room for Daddy — служанка (в эпизоде Terry Takes Charge)
- 1954—1959 — Декабрьская невеста[англ.] / December Bride — Сара Селкирк • Нора (в 5 эпизодах)
- 1955 — Топпер[англ.] / Topper — Элси Уорбл (в 4 эпизодах)
- 1955—1958 — Выбор народа[англ.] / The People's Choice — тётушка Хэтти • доктор Хильда Ларсон (в 3 эпизодах)
- 1955—1959 — Шоу Боба Каммингса[англ.] / The Bob Cummings Show — Миссис Монтегю (в 7 эпизодах)
- 1956, 1966 — Приключения Оззи и Харриет / The Adventures of Ozzie and Harriet — разные роли (в 3 эпизодах[англ.])
- 1957 — Шоу Гейл Сторм: О, Сюзанна![англ.] / The Gale Storm Show: Oh, Susanna — миссис Смит (в эпизоде The Parisian Touch)
- 1957 — Свидание с ангелами[англ.] / Date with the Angels — Томпсон, медсестра (в эпизоде Everybody's Baby)
- 1957, 1959 — Комедийный час Люси и Деси[англ.] / The Lucy–Desi Comedy Hour — секретарша • Айда Томпсон (в 2 эпизодах)
- 1958—1961 — Отец-холостяк[англ.] / Bachelor Father — разные роли (в 5 эпизодах)
- 1958—1963 — Программа Джека Бенни / The Jack Benny Program — разные роли (в 8 эпизодах)
- 1960 — Миллионер[англ.] / The Millionaire — миссис Кейс (в эпизоде Millionaire Whitney Ames)
- 1960—1961 — Перри Мейсон / Perry Mason — Джулия Словак • миссис Форбс (в 2 эпизодах)
- 1960, 1962 — Пит и Глэдис[англ.] / Pete and Gladys — миссис Хэйтин • косметолог (в 2 эпизодах)
- 1961 — Шоу Энди Гриффита / The Andy Griffith Show — Генриетта Суонсон (в эпизоде The Beauty Contest[англ.])
- 1961 — Семья Маккой[англ.] / The Real McCoys — миссис Пирсон (в эпизоде Pepino's Wedding)
- 1961 — Мистер Эд[англ.] / Mister Ed — Айда Бреннер • Вельма (в 2 эпизодах)
- 1961—1962 — Деннис-мучитель[англ.] / Dennis the Menace — Изабель Толливер • Эдна (в 2 эпизодах[англ.])
- 1962 — Хейзел[англ.] / Hazel — Гертруда (в эпизоде A Replacement for Phoebe)
- 1962 — Шоу Реда Скелтона[англ.] / The Red Skelton Show — бабуля Кадиддлехоппер • жена (в 2 эпизодах)
- 1962 — Театр General Electric[англ.] / General Electric Theater — женщина (в 2 эпизодах)
- 1962 — Сансет-стрип, 77[англ.] / 77 Sunset Strip — Милли (в эпизоде Terror in a Small Town[англ.]; в титрах не указана)
- 1962, 1964 — Караван повозок[англ.] / Wagon Train — миссис Такер • Сабрина (в 2 эпизодах[англ.])
- 1963, 1965 — Шоу Дика Ван Дайка[англ.] / The Dick Van Dyke Show — Лютиэлла • миссис Глимшер (в 2 эпизодах[англ.])
- 1963—1970 — Деревенщина в Беверли-Хиллз[англ.] / The Beverly Hillbillies — Элверна Брэдшоу • актриса (в 13 эпизодах[англ.])
- 1963—1970 — Станция Юбочкино[англ.] / Petticoat Junction — разные роли (в 19 эпизодах[англ.])
- 1964 — Новое шоу Фила Сильверса[англ.] / The New Phil Silvers Show — миссис Фрибус (в эпизоде Leave It to Harry)
- 1964 — Мой любимый марсианин[англ.] / My Favorite Martian — миссис Грэм (в эпизоде The Sinkable Mrs. Brown)
- 1965 — Семейка Аддамс / The Addams Family — принцесса Миллисент (в эпизоде Morticia Meets Royalty)
- 1965 — Зелёные просторы / Green Acres — Кора Уотсон (в эпизоде What Happened in Scranton?[англ.])
- 1966 — Моя жена меня приворожила / Bewitched — миссис Люфтваффе (в эпизоде Maid to Order)
- 1966 — Флот МакХейла[англ.] / McHale's Navy — мисс Остин (в эпизоде La Dolce 73)
- 1966 — Семейка монстров / The Munsters — миссис Харкнесс (в эпизоде The Most Beautiful Ghoul in the World[англ.])
- 1966 — Шоу Пэтти Дьюк[англ.] / The Patty Duke Show — мадам Ольга (в эпизоде Patty, the Psychic[англ.])
- 1966—1967 — Шоу Люси / The Lucy Show — мисс Оллман • покупательница шляпки (в 2 эпизодах[англ.])
- 1967 — Три моих сына[англ.] / My Three Sons — Мод Проссер (в эпизоде Both Your Houses[англ.])
- 1969 — Адам-12[англ.] / Adam-12 — миссис Лазуэлл (в эпизоде Log 112: You Blew It[англ.])
- 1969, 1971 — Любовь по-американски[англ.] / Love, American Style — миссис Саффрон • Мейбл (в 2 эпизодах)
- 1970—1972 — Шоу Дорис Дэй[англ.] / The Doris Day Show — разные роли (в 3 эпизодах)
- 1971 — Семья Смитов[англ.] / The Smith Family — Клара Каммингс (в эпизоде Ambush)
- 1973 — Странная парочка[англ.] / The Odd Couple — миссис Мэдисон (в эпизоде The Odyssey Couple)
- 1977 — Хэллоуин с новой семейкой Аддамс / Halloween with the New Addams Family — бабушка Эстер Фрамп
- 1980 — Медэксперт Куинси[англ.] / Quincy, M.E. — миссис Оглсби (в эпизоде Honor Thy Elders)
- 1981 — Рядовой Бенджамин[англ.] / Private Benjamin — женщина (в эпизоде Give Me Liberty: Part 1)
- 1982 — Дай мне перерыв[англ.] / Gimme a Break! — бабушка Каниски (в эпизоде Katie the Cheat[англ.])
- 1982 — Герби, фольксваген-жук[англ.] / Herbie, the Love Bug — миссис Фамстром (в 2 эпизодах)
- 1982—1983 — Элис[англ.] / Alice — Лиллиан (в 2 эпизодах)
- 1984, 1989 — Она написала убийство / Murder, She Wrote — старушка (в 2 эпизодах[англ.])
- 1985 — Путь на небеса[англ.] / Highway to Heaven — миссис Александр (в эпизоде Bless the Boys in Blue[англ.])

### Озвучивание
В титрах не указана
- 1933 — Mickey's Mellerdrammer — корова Кларабель
- 1935 — У меня нет шляпы[англ.] / I Haven't Got a Hat — мисс Жвачка
- 1935 — Котёнок-воришка[англ.] / The Robber Kitten — кошка, мать Эмброуза
- 1935 — Into Your Dance[англ.] — поющая корова
- 1935 — Пожарная бригада Микки / Mickey's Fire Brigade — корова Кларабель
- 1936 — Porky's Moving Day[англ.] — домовладелица
- 1936 — Микки Маус и команда по игре в поло / Mickey's Polo Team — корова Кларабель
- 1937 — Лесное кафе[англ.] / Woodland Café — певица
- 1937 — Я хочу быть моряком[англ.] / I Wanna Be a Sailor — мама
- 1937 — Красная Шапочка[англ.] / Little Red Walking Hood — Красная Шапочка • бабушка
- 1937 — Страус Дональда / Donald's Ostrich — шеф-повар по радио
- 1938 — Чихающий хорёк[англ.] / The Sneezing Weasel — мама-курица
- 1938 — A Star Is Hatched[англ.] — Эмили
- 1938 — Пожарный Порки[англ.] / Porky the Fireman — Люси, бородатая женщина
- 1939 — Вечер начинающих звёзд[англ.] / Hamateur Night — второстепенные персонажи
- 1940 — Дом мечты Плуто[англ.] / Pluto's Dream House — ведущая кулинарного радиошоу
- 1940 — Мистер Маус путешествует[англ.] / Mr. Mouse Takes a Trip — пассажирка автобуса
- 1941 — The Cagey Canary[англ.] — старушка
- 1942 — Eatin' on the Cuff or The Moth Who Came to Dinner[англ.] — паучиха чёрная вдова • девушки в танцевальном зале
- 1943 — Red Hot Riding Hood — бабушка

В титрах указана
- 1934 — Shanghaied[англ.] — пират, подражающий девичьему голосу
- 1937 — Микки и конкурсанты-любители / Mickey's Amateurs — корова Кларабель
- 1937 — Бунгало дяди Тома[англ.] / Uncle Tom's Bungalow — Топси • Элайза
- 1990 — Принц и нищий / The Prince and the Pauper — корова Кларабель